# Kam (langue)
Cet article concerne la langue kam. Pour le peuple kam, voir Dong (ethnie).
Ne doit pas être confondu avec Kham (langue).
Pour les articles homonymes, voir Kam et Dong.
Le kam ou dong du Sud est une langue tai-kadai, de la branche kam-sui, parlée par les Dong situés dans le Xian autonome sui de Sandu et quelques autres xian de la province du Guizhou en République populaire de Chine.

## Écriture
Les lettres z, c et r ne sont utilisées que dans les emprunts au chinois. L'alphabet kam est :
| Caractère     | Caractère | Caractère | Caractère | Caractère | Caractère | Caractère | Caractère | Caractère | Caractère | Caractère | Caractère | Caractère | Caractère | Caractère | Caractère | Caractère | Caractère | Caractère | Caractère | Caractère | Caractère | Caractère | Caractère | Caractère | Caractère | Caractère | Caractère | Caractère | Caractère | Caractère | Caractère | Caractère | Caractère | Caractère |
| ------------- | --------- | --------- | --------- | --------- | --------- | --------- | --------- | --------- | --------- | --------- | --------- | --------- | --------- | --------- | --------- | --------- | --------- | --------- | --------- | --------- | --------- | --------- | --------- | --------- | --------- | --------- | --------- | --------- | --------- | --------- | --------- | --------- | --------- | --------- |
| a             | b         | bi        | c         | d         | e         | ee        | f         | g         | gu-       | h         | i         | j         | k         | ku-       | l         | li-       | m         | mi-       | n         | ng        | ngu-      | ny        | o         | p         | pi-       | q         | r         | s         | t         | u         | w         | x         | y         | z         |
| Prononciation |           |           |           |           |           |           |           |           |           |           |           |           |           |           |           |           |           |           |           |           |           |           |           |           |           |           |           |           |           |           |           |           |           |           |
| a             | p         | pʲ        | tsʰ       | t         | ə         | e         | f         | k         | kʷ        | h         | i         | tɕ        | kʰ        | kʰʷ       | l         | lʲ        | m         | mʲ        | n         | ŋ         | ŋʷ        | ɲ         | o         | pʰ        | pʲ        | tɕʰ       | z         | s         | tʰ        | u         | w         | ɕ         | j         | ts        |

Les tons sont indiqués par une consonne écrite à la fin de la syllabe.
| Ton         | Ton | Ton | Ton | Ton | Ton | Ton | Ton | Ton | Ton | Ton | Ton | Ton | Ton | Ton |
| ----------- | --- | --- | --- | --- | --- | --- | --- | --- | --- | --- | --- | --- | --- | --- |
| 1           | 1'  | 2   | 3   | 3'  | 4   | 5   | 5'  | 6   | 7   | 7'  | 8   | 9   | 9'  | 10  |
| Valeur      |     |     |     |     |     |     |     |     |     |     |     |     |     |     |
| 55          | 35  | 212 | 323 | 13  | 31  | 53  | 453 | 33  | 55  | 35  | 21  | 323 | 13  | 31  |
| Orthographe |     |     |     |     |     |     |     |     |     |     |     |     |     |     |
| l           | p   | c   | s   | t   | x   | k   | v   | h   | l   | p   | c   | s   | t   | x   |